# 피에르 미냐르

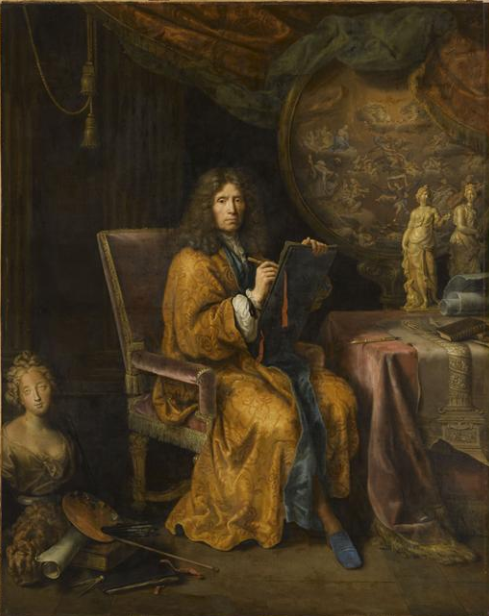
자화상

피에르 미냐르 (Pierre Mignard) 또는 피에르 미냐르 1세 (1612년 11월 17일 – 1695년 5월 30일)는 그의 종교적 신화적인 장면과 초상화로 유명한 프랑스 화가였다. 그는 샤를 르브룅과 거의 동시대에 살면서 평생 동안 치열한 경쟁을 벌였다.

## 생애
피에르 미냐르는 1612년 트루아에서 태어났다. 그는 장인 가족 출신이다. 그는 니콜라스 미냐르의 남동생이었는데, 그는 주로 아비뇽에서 활동한 화가였다.
피에르 미냐르는 매너리즘 화가 장 부셰와 함께 훈련했다. 그는 나중에 퐁텐 블로 샤토에서 매너리즘 작품의 사본을 만드는 데 시간을 보냈다. 그런 다음 Simon Vouet 스튜디오에서 한동안 공부했다. 미냐르는 1635년 로마로 떠나 약 22년을 머물렀다.
그의 명성은 그가 1657년에 아마 마자랭 추기경에 의해 파리로 소환 될 정도이었다. 그는 그의 형 니콜라스가 일했던 아비뇽을 통해 여행했다. 여기서 그는 극작가 몰리에르를 만났다. 파리에서 그는 유명한 인물 화가가 되었다. 그는 많은 인물 사진에 앉았던 루이 14세 왕에게 호의를 얻었다. 미냐르는 당시 프랑스를 대표하는 화가, 샤를 르브룅의 라이벌이 되었다. 미냐르는 또한 아카데미의 권위에 반대했다.
1690년 르브룅의 죽음으로 상황이 바뀌었다. 미냐르는 상대가 잡은 모든 자리를 이어받았다.그는 1695년 파리에서 앵발리드 (Les Invalides) 큐폴라 작업을 시작하면서 사망했다.

## 작품
미냐르는 주로 초상화 화가로 활동했다. 그는 또한 신화적이고 종교적인 장면을 연출했다.
파리로 돌아온 직후, 미냐 르는 초상화를 의뢰 한 중요한 인물들의 후원을 끌 수있었다. 그가 그린 인물로는 튀렌 자작 앙리 드 라 투르 도베르뉴, 몰리에르, 자크베니뉴 보쉬에, 프랑소와즈 도비네 드 맹트농 후작부인, 루이즈 드 라 발리에르 공작부인, 세비녜 부인, 데카르트 등이 있다. 그는 일부 미술 역사가들에 따르면 지루하다는 평도 있었지만 당시 가장 성공적인 인물화가 중 한 명이었다.